# Lilla Brignone
Lilla Brignone (eigentlich Adelaide Brignone; * 23. August 1913 in Rom; † 24. März 1984 ebenda) war eine italienische Schauspielerin.

## Leben
Brignone, die Tochter des Filmregisseurs Guido, kam schon familiär früh in Berührung mit der Schauspielerei und debütierte 1934 in einem Film ihres Vaters, Teresa Confalonieri und nahezu gleichzeitig in Kiki Palmers Ensemble auf der Bühne. Bald wurde sie in der Theaterszene zu einer festen Größe, die in den Schauspielkompagnien von Antonio Gandusio und mit Nino Besozzi ihre darstellerische Bandbreite entwickeln konnte. Sie spielte mit Ruggero Ruggeri, Renzo Ricci, Elsa Merlini und Memo Benassi und gehörte von 1947 bis 1952 dem Ensemble des Piccolo Teatro in Mailand an. Zahlreiche positiv besprochene Inszenierungen und Publikumserfolge folgten in den kommenden Jahrzehnten, in denen sie Pirandello, Shakespeare, Molière, Goldoni und Strindberg ebenso spielte wie unter Regisseuren wie Anton Giulio Majano, Leonardo Cortese, Mario Caiano oder Andrea Maestranzi in Fernsehaufführungen.
Troztz regelmäßiger, aber überschaubarer Kinorollen blieb Brignone in erster Linie eine Theaterschauspielerin; sie war lange Zeit die Lebensgefährtin von Schauspieler und Regisseur Gianni Santuccio, mit dem sie auch häufig künstlerisch zusammenarbeitete. Im Synchronstudio sprach sie beispielsweise für Anouk Aimée und Simone Signoret.
1982 wurde sie mit dem Verdienstkreuz der Republik Italien der Stufe Großoffizier ausgezeichnet. Im Jahr darauf trat sie in Così è vi se pare letztmals auf der Bühne auf.

## Filmografie (Auswahl)
- 1934: Teresa Confalonieri
- 1956: Träume in der Schublade (I sogni nel cassetto)
- 1958: Kanonenserenade (Pezzo, capopezzo e capitano)
- 1960: Die Nacht vor dem Gelübde (Lettere di una novizia)
- 1961: Das Spukschloß in der Via Veneto (Fantasmi a Roma)
- 1962: Liebe 1962 (L'eclisse)
- 1962: Schlüssel zum siebten Himmel (L'attico)
- 1962: Erotica (L’amore difficile)
- 1963: Der Tribun von Rom (Coriolano, eroe senza patria)
- 1968: La Bambolona – die große Puppe (La bambolona)
- 1969: Orgasmo
- 1972: Camorra
- 1972: Der Planet Venus (Il pianeta Venere)
- 1973: Malizia
- 1974: Der Filou (Peccato veniale)
- 1982: Delitti, amore e gelosia